# Königswarter (Adelsgeschlecht)

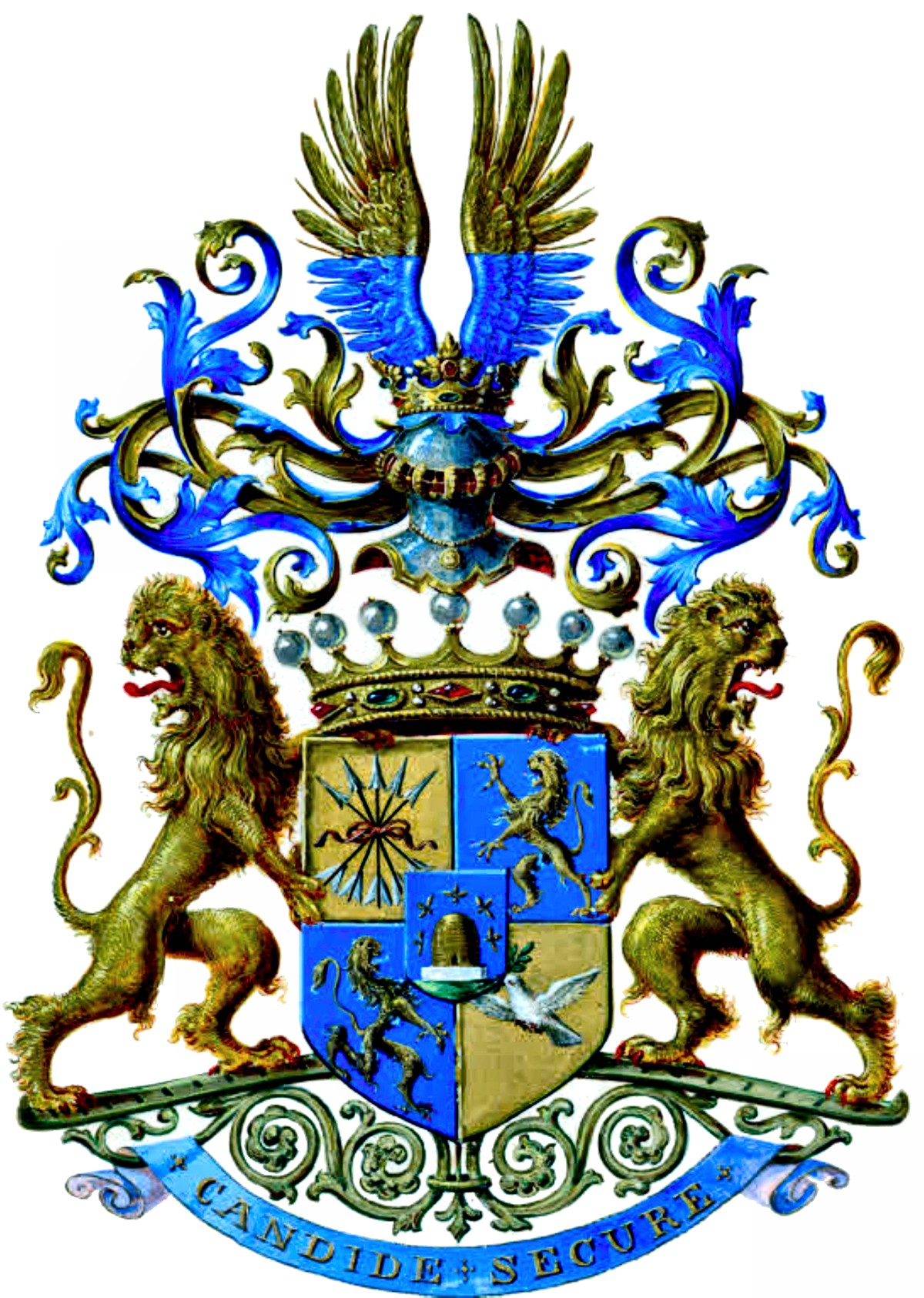
Wappen der Freiherren von Königswarter 1860

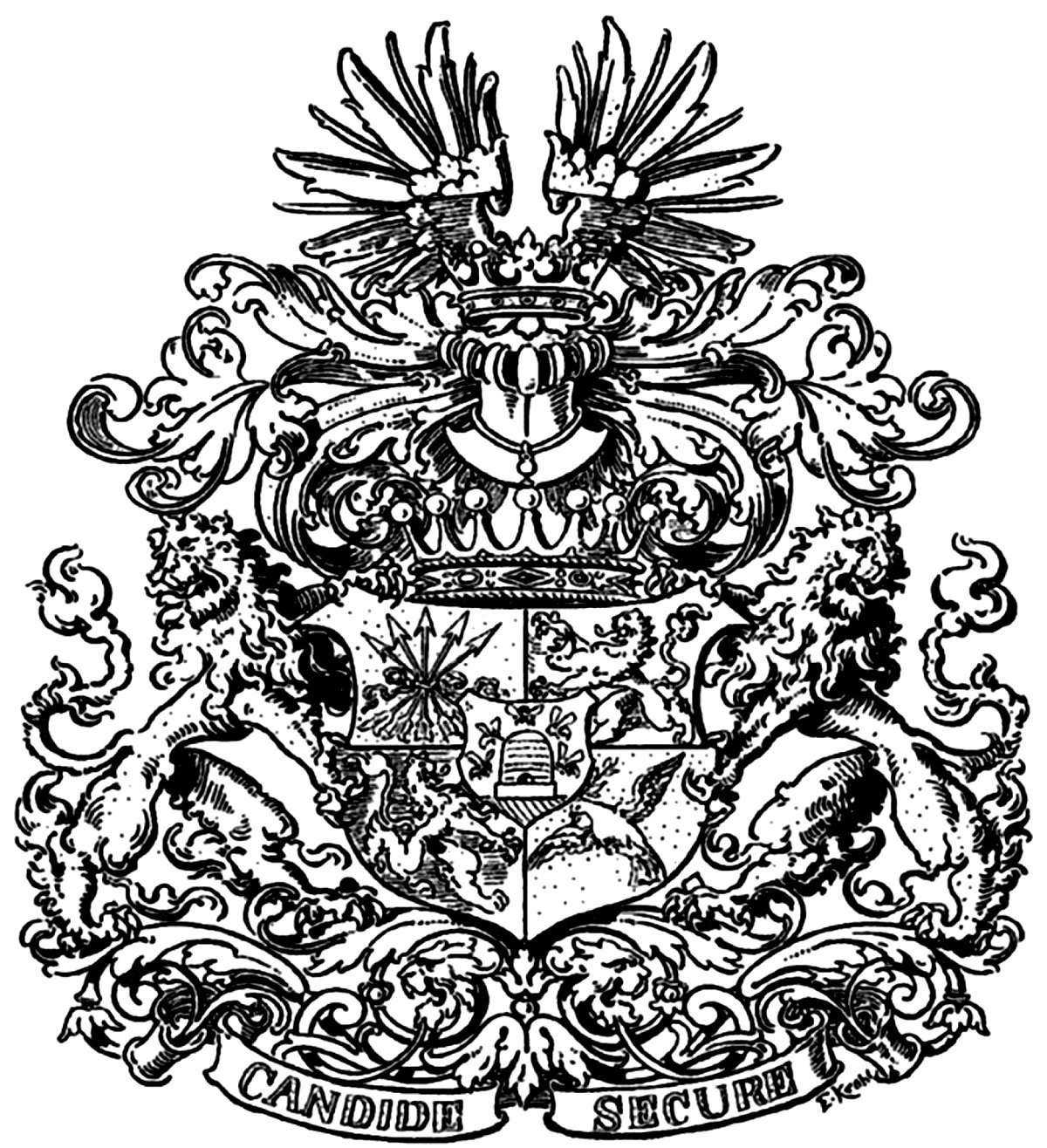
Wappen der Freiherren von Königswarter 1870

Die Freiherren von Königswarter sind ein österreichisch-ungarisches Adelsgeschlecht jüdischer Herkunft, dessen Name sich vom tschechischen Ort Königswart herleitet, aus dem das Geschlecht ursprünglich stammte. Die Familie wirkte in Fürth und Frankfurt am Main und trat später erneut in Österreich-Ungarn und Mähren auf.

## Geschichte
Gründer des Reichtums dieser Familie war der privilegierte Großhändler Moritz Königswarter (* 1780 – 12. Juni 1829 in Wien). Sein Sohn Maximilian Königswarter (1817–1878), ehemaliger Deputierter des Seine-Departements im französischen gesetzgebenden Körper, wurde portugiesischer Baron. Seine Eingabe um Bestätigung dieses fremden Titels kam wegen des Sturzes Napoleons III. nicht zur Erledigung. Die Schwester des Barons Maximilian, Josephine (13. April 1811 – 14. Mai 1861), heiratete 1829 ihren Vetter, den Bankierssohn aus Frankfurt am Main Jonas von Königswarter (1807–1871), Enkel des in Fürth ansässigen gewesenen Jonas Königswärter, dessen Sohn Marx (Markus) sich um 1824 als Bankier in Frankfurt am Main niedergelassen hatte.

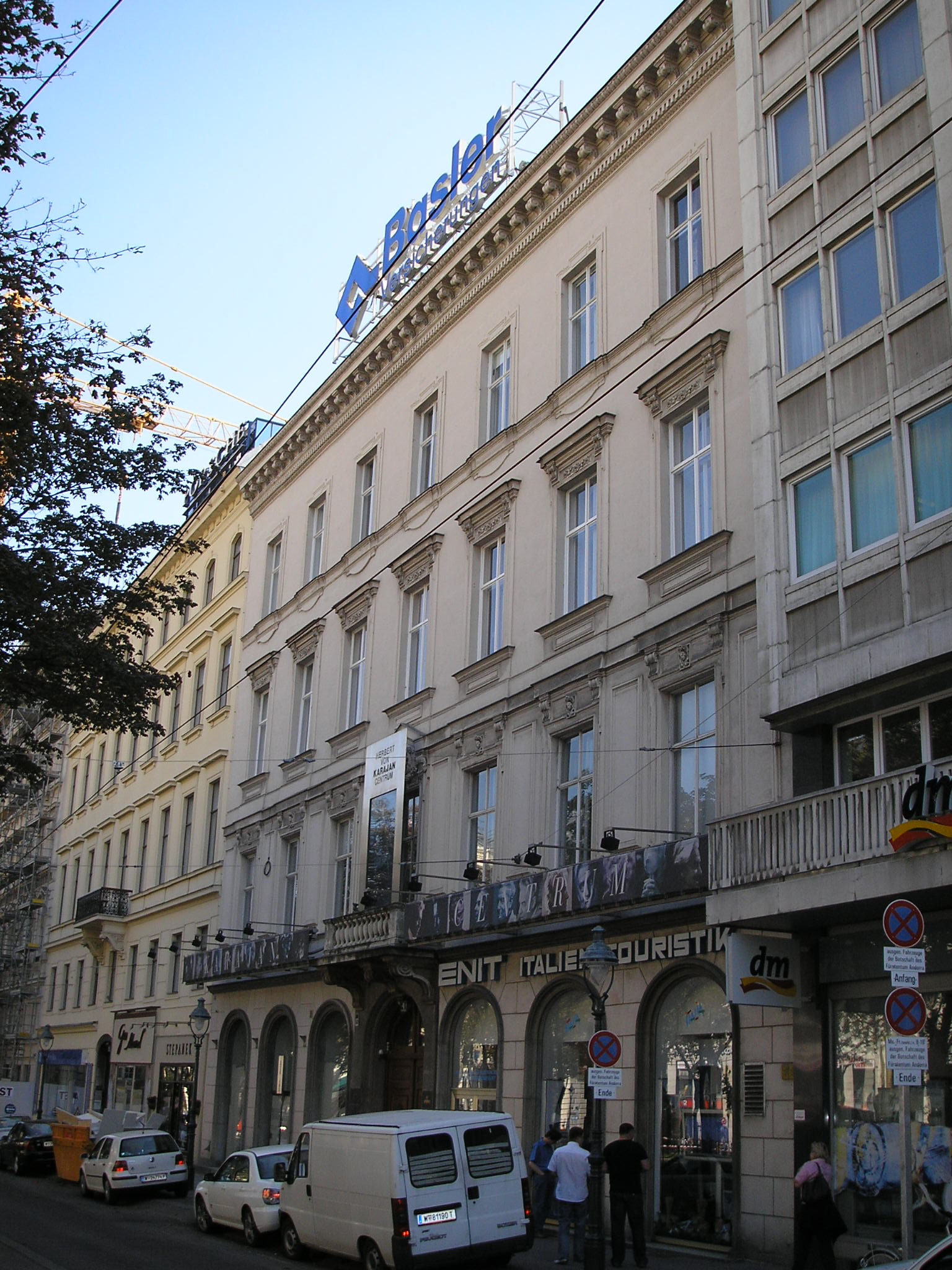
Palais Königswarter an der Wiener Ringstraße

Jonas wurde am 25. März 1860 zu Wien in den österreichischen Ritterstand, am 26. Oktober 1870 ebenda in den österreichischen Freiherrnstand erhoben.
Hermann Freiherr von Königswarter, ein Enkel von Jonas, erhielt auch das ungarische Baronat am 13. März 1897 sowie das Prädikat „de Csabacsüd“ am 6. Juni 1897.
Jonas Freiherr von Königswarter errichtete ein Ringstraßenpalais in Wien, das Palais Königswarter.

## Bekannte Familienmitglieder
- Charlotte von Königswarter (1841–1929), österreichische Philanthropin
- Jonas von Königswarter (1807–1871), österreichischer Bankier
- Julius Baron von Königswarter (1854–1918), Unternehmer in Hannover und Generalkonsul von Portugal
- Jules Adolphe de Koenigswarter (1904–1995), französischer Soldat und Diplomat
- Moritz von Königswarter (1837–1893), österreichischer Bankier
- Pannonica de Koenigswarter (1913–1988), Förderin des Modern Jazz
- Simon Königswarter (1774–1854), deutscher Bankier, Namensgeber der Simon-Königswarter-Stiftung
- Wilhelm Karl Königswarter (1809–1887), Stiftungsgründer in Fürth

## Wappen
Geviert und belegt mit einem blauen Herzschild, darin auf grünem Boden ein von fünf Bienen im Halbkreis umschwärmter goldener Bienenkorb; 1 in Gold fünf silber-befiederte hölzerne Pfeile, durch ein rotes Band zusammengehalten; 2 und 3 in Blau einwärts-gekehrt ein rot-bezungter goldener Löwe; 4 in Gold eine auffliegende weiße Taube mit grünem Ölzweig im Schnabel. Auf dem Helm mit blau-goldenen Decken ein von Gold und Blau geteilter Flug. Schildhalter: zwei goldene Löwen. Wahlspruch: „Candide secure“.